# Cushman (Arkansas)
Cushman è una città degli Stati Uniti d'America situata nello Stato dell'Arkansas, nella Contea di Independence.